# Rắn hổ mang Anchieta
Rắn hổ mang Anchieta (danh pháp hai phần: Naja anchietae) là một loài rắn trong họ Rắn hổ. Loài này được Bocage mô tả khoa học đầu tiên năm 1879.